# Liste der Baudenkmale in Osterbruch
In der Liste der Baudenkmale in Osterbruch sind alle Baudenkmale der niedersächsischen Gemeinde Osterbruch im Landkreis Cuxhaven aufgelistet. Die Quelle der Baudenkmale ist der Denkmalatlas Niedersachsen. Der Stand der Liste ist der 25. Dezember 2023.

## Allgemein
In den Spalten befinden sich folgende Informationen:
- Lage: die Adresse des Baudenkmales und die geographischen Koordinaten. Kartenansicht, um Koordinaten zu setzen. In der Kartenansicht sind Baudenkmale ohne Koordinaten mit einem roten Marker dargestellt und können in der Karte gesetzt werden. Baudenkmale ohne Bild sind mit einem blauen Marker gekennzeichnet, Baudenkmale mit Bild mit einem grünen Marker.
- Bezeichnung: Bezeichnung des Baudenkmales
- Beschreibung: die Beschreibung des Baudenkmales. Unter § 3 Abs. 2 NDSchG werden Einzeldenkmale und unter § 3 Abs. 3 NDSchG Gruppen baulicher Anlagen und deren Bestandteile ausgewiesen.
- ID: die Objekt-ID des Baudenkmales
- Bild: ein Bild des Baudenkmales, ggf. zusätzlich mit einem Link zu weiteren Fotos des Baudenkmals im Medienarchiv Wikimedia Commons. Wenn man auf das Kamerasymbol klickt, können Fotos zu Baudenkmalen aus dieser Liste hochgeladen werden:

## Osterbruch
| Lage                                      | Bezeichnung               | Beschreibung | ID       | Bild           |
| ----------------------------------------- | ------------------------- | --- | -------- | -------------- |
| Dorfstraße 27 53° 46′ 41″ N, 8° 56′ 32″ O | St. Peter                 | Im Kern romanische Saalkirche aus Feldstein mit leicht eingezogenem Chor, Wandreste mit Rundbogenfenster erhalten; errichtet um 1200, Chor im 14. Jh. polygonal umgestaltet, Wände mit Backsteinen erneuert, Rundbogenportale verändert und Fenster Mitte 19. Jh. zu Segmentbogenfenstern vergrößert, hölzerner Glockenturm von 1648, Innerer Raumabschluss durch bemalte Holzbalkendecke, Ausstattung: Altarretabel 1618, Kanzel mit Schalldeckel 17. Jh., Bronzetaufbecken 13. Jh.; Gemeindegestühl 1653; Westempore 1696, Orgelprospekt Ende des 18. Jh.; Schnitzfiguren von Heiligen UM 1520; Doppelbildnis von Luther und Melanchthon 1597; Glocke 1576. | 31344454 | Weitere Bilder |
| Süderende 78 53° 45′ 14″ N, 8° 55′ 41″ O  | Wohn-/ Wirtschaftsgebäude | Backsteinbau it hohem Satteldach vom Anfang des 19. Jh. | 31345313 |                |
| Süderende 78a 53° 45′ 15″ N, 8° 55′ 40″ O | Mühlengebäude             | Achteckige von 1863, Unterbau, darüber Achtkant mit Flügeln und Windrose, umgeben von Wirtschaftsteil | 31345291 | Weitere Bilder |